# Eddy Wally
Eddy Wally, född 12 juli 1932 i Zelzate i Östflandern, död 6 februari 2016 i Zelzate, var en belgisk sångare och artist. Han var mest känd för sångerna "Chérie", "Ik spring uit een vliegmachien" (Jag hoppar ut från ett flygplan) och "Dans Mi Amor" (Dansa min älskling).
Asteroiden 9205 Eddywally är uppkallad efter honom.